# Tarik Black
Tarik Bernard Black é um jogador profissional de basquetebol norte-americano, que atualmente joga pelo Houston Rockets da NBA. Na faculdade, ele atuou pelas equipes das Universidades de Memphis e do Kansas.

## Carreira Universitária

### Memphis
Na sua temporada de freshman (novato) em Memphis, Black jogou todos os 35 jogos da temporada, sendo 24 deles como titular, incluindo 18 dos últimos 19 embates, conquistando médias de 9.1 pontos e 5.0 rebotes por jogo. Consequentemente, ele foi nomeado para o time de novatos da Conferência USA.
Na sua temporada de sophomore (segundo anista), ele jogou novamente todos os 35 jogos, sendo 31 como titular, conseguindo médias de 10.7 pontos, 4.9 rebotes e 1.5 tocos por jogo. Nessa temporada, ele quebrou o recorde de aproveitamento de arremessos de um jogador na história da Universidade de Memphis, com 68.9% de aproveitamento. Ele foi nomeado para o segundo time da conferência e pro melhor time de defesa.
Na sua temporada de júnior (terceiro anista) e última por Memphis, ele jogou 32 partidas, porém, apenas 5 como titular. Possuiu médias de 8.1 pontos, 4.8 rebotes em 20.8 minutos jogador por partida.

### Kansas
Em 20 de maio de 2013, Black foi transferido para a Universidade de Kansas, após se graduar em Memphis. Na sua única temporada pelo Jayhawks, ele foi eleito o melhor jogador recém chegado da pré temporada da conferência Big 12, com médias de 15 pontos nesse campeonato. Sua melhor marca foi de 19 pontos, em uma partida que ele acertou todos os 9 arremessos tentados. Foi a partida mais eficiente de um jogador do Jayhawks desde 1990. Em 33 jogos, ele foi titular em 15 e teve médias de 5.5 pontos e 3.9 rebotes em 13.5 minutos jogador por partida.

## Carreira Profissional

### Houston Rockets
Após não ser draftado no draft da NBA de 2014, Black se juntou ao Houston Rockets para a disputa da liga de verão da NBA de 2014 (Summer League). Em 27 de agosto de 2014, ele assinou um contrato não garantido com a equipe de Houston. No dia 26 de dezembro de 2014, ele foi dispensado depois de disputar 25 partidas.

### Los Angeles Lakers
Em 28 de dezembro de 2014, Black foi contratado pelo Los Angeles Lakers. No dia 3 de janeiro de 2015, ele foi enviado para o Los Angeles D-Fenders, time afiliado ao Lakers e que disputa a liga de desenvolvimento da NBA (D-League). No dia seguinte, ele foi chamado de volta pelo Lakers. Em 10 de abril de 2015, ele fez a melhor partida da sua carreira, conseguindo 18 pontos e 10 rebotes com um aproveitamento quase perfeito de 89%, na vitória sobre o Minnesota Timberwolves por 106-98.

## Estatísticas da Carreira

### Faculdade
| Ano      | Equipe  | PJ  | PT | MPJ  | AP   | 3P   | LL   | RT  | AS  | BR  | TO  | PPJ  |
| -------- | ------- | --- | -- | ---- | ---- | ---- | ---- | --- | --- | --- | --- | ---- |
| 2010-11  | Memphis | 35  | 24 | 22.6 | .528 | .000 | .587 | 5.0 | 0.3 | 0.8 | 1.6 | 9.1  |
| 2011-12  | Memphis | 35  | 31 | 25.6 | .689 | .000 | .594 | 4.9 | 0.2 | 0.6 | 1.5 | 10.7 |
| 2012-13  | Memphis | 32  | 5  | 20.8 | .589 | .000 | .448 | 4.8 | 0.4 | 0.7 | 0.6 | 8.1  |
| 2013-14  | Kansas  | 33  | 15 | 13.5 | .692 | .000 | .600 | 3.9 | 0.3 | 0.3 | 0.5 | 5.5  |
| Carreira |         | 135 | 75 | 20.7 | .614 | .000 | .555 | 4.7 | 0.3 | 0.6 | 1.1 | 8.4  |

### NBA

#### Temporada regular
| Ano      | Equipe          | PJ | PT | MPJ  | AP   | 3P   | LL   | RT  | AS  | BR  | TO  | PPJ |
| -------- | --------------- | -- | -- | ---- | ---- | ---- | ---- | --- | --- | --- | --- | --- |
| 2014-15  | Houston Rockets | 25 | 12 | 15.7 | .542 | .000 | .517 | 5.1 | 0.3 | 0.2 | 0.1 | 4.2 |
| 2014-15  | L.A. Lakers     | 38 | 27 | 21.1 | .589 | .000 | .562 | 6.3 | 0.9 | 0.3 | 0.6 | 7.2 |
| Carreira |                 | 63 | 39 | 19.0 | .575 | .000 | .551 | 5.8 | 0.7 | 0.3 | 0.4 | 6.0 |